# Enrique Sanz
Enrique Sanz Unzue (* 11. September 1989 in Pamplona) ist ein ehemaliger spanischer Radrennfahrer.

## Karriere
Enrique Sanz wurde 2007 spanischer Meister im Straßenrennen der Juniorenklasse.
Von 2011 bis 2015 fuhr Sanz für das spanische Movistar Team und gewann in seinem ersten Jahr dort mit einer Etappe der Vuelta a la Comunidad de Madrid seinen ersten internationalen Wettbewerb. In den folgenden Jahren blieb er ohne zählbare Erfolge, so dass nach fünf Jahren das Team Movistar verlassen musste. In der Folge fuhr er bei verschiedenen kleineren Mannschaften. Bei einem Ausflug auf die Bahn wurde Sanz 2017 spanischer Meister im Teamsprint.
2018 kehrte Sanz mit dem Team Euskadi Basque Country-Murias in die Erfolgsspur zurück und siegte auf der siebten Etappe der Portugal-Rundfahrt. 2019 gewann er erneut mehrere Abschnitte kleinerer internationaler Etappenrennen. Zur Saison 2019 wechselte er zur Equipo Kern Pharma, für die er 2019 und 2020 noch jeweils einen Sieg erringen konnte. Im September 2021 kündigte Sanz das Ende seiner Karriere zum Ende der Saison an.

## Erfolge
2007
- Spanischer Meister – Straßenrennen (Junioren)

2011
- eine Etappe Vuelta a la Comunidad de Madrid

2017
- Spanischer Meister – Teamsprint (mit Juan Peralta und Sergio Aliaga)

2018
- eine Etappe Portugal-Rundfahrt

2019
- drei Etappen Volta ao Alentejo
- eine Etappe Vuelta a Castilla y León
- eine Etappe Grande Prémio Internacional de Torres Vedras

2020
- eine Etappe Belgrade Banjaluka

2021
- eine Etappe Volta ao Alentejo